# Copelatus amatolensis
Copelatus amatolensis es una especie de escarabajo buceador del género Copelatus, de la subfamilia Copelatinae, en la familia Dytiscidae. Fue descrito por Omer-Cooper en 1965.